# Los Angeles Free Press
 (mars 2013).
Si vous disposez d'ouvrages ou d'articles de référence ou si vous connaissez des sites web de qualité traitant du thème abordé ici, merci de compléter l'article en donnant les références utiles à sa vérifiabilité et en les liant à la section « Notes et références ».
Le Los Angeles Free Press, parfois surnommé le Freep' comme contraction de « Free Press », est un journal alternatif américain paru entre 1964 et 1978, et réédité depuis 2005. Le journal est symbolique de l'apparition, durant les années 1960 et 1970 aux États-Unis, d'une nouvelle presse alternative et indépendante portée par les valeurs montantes du mouvement hippie et du courant politique américain émergent connu sous le nom de New Left.
Le journal, a vu passer dans ses colonnes l'écrivain Harlan Ellison et la poétesse Lawrence Lipton qui ont fait partie des premiers critiques réguliers du journal, et Charles Bukowski y a publié à partir de 1969 une chronique hebdomadaire intitulée « Notes of a Dirty Old Man », il publiera entre autres The Fabulous Furry Freak Brothers de Gilbert Shelton, Robert Crumb, ou les caricatures de Ron Cobb.
Le journal publie à l'époque de nombreux articles sur les évènements politiques présent dans les années 1960 et 1970, dont la guerre du Viêt Nam durant laquelle le tirage du journal monte à 100 000 exemplaires, ou le procès des « Chicago Seven » en 1969.

## Historique
Le journal, à la parution hebdomadaire, est créé par Art Kunkin, un ouvrier-ajusteur sans emploi, ancien militant de l'organisation Socialist Workers Party, au sein de laquelle il s'occupait du journal The Militant. Publié en format tabloïd, comportant huit pages, son premier numéro parait le 23 mai 1964 et est vendu lors de la Renaissance Pleasure Faire and May Market, une fête costumée ayant pour thème la Renaissance se déroulant chaque année à Los Angeles et initialement organisée en soutien à la radio libre et progressiste KPFK. Ce premier numéro, qui ne portait pour l'occasion pas le titre de Los Angeles Free Press en première page mais celui de Faire Free Press, en référence à l'évènement, est imprimé à 5 000 exemplaires, dont 1 200 vendus au prix de 25 cents.

## Rédaction et collaborateurs
Les contributeurs au journal sont pour la majorité des bénévoles. À ses débuts, beaucoup d'entre eux sont des animateurs bénévoles de la radio KPFK, au sein de laquelle Kunkin avait son émission politique.
Le journal publie à partir de 1969 les chroniques hebdomadaires du poète et écrivain Charles Bukowski intitulées « Notes of a Dirty Old Man » (traduites en français dans un recueil intitulé Journal d'un vieux dégueulasse), que celui-ci écrivait auparavant dans le journal underground Open City, avant que ce dernier ne fasse faillite.

## Sources
- (en) Cet article est partiellement ou en totalité issu de l’article de Wikipédia en anglais intitulé « Los Angeles Free Press » (voir la liste des auteurs).